# 高杉吏麒
高杉 吏麒（たかすぎ りき、2005年9月28日 - ）は、中央競馬（JRA）・栗東トレーニングセンターの騎手。滋賀県出身。

## 来歴
祖父が栗東トレセンで厩務員として働いており、馬と接していくうちに自然と馬のことが好きになり将来馬と関わる仕事に就きたいと思うようになる。2021年4月、競馬学校騎手課程に40期生として入学する。2024年2月に競馬学校を卒業し、3月1日付で騎手免許が交付された。卒業時には騎乗技術優秀者に贈られる「アイルランド大使特別賞」を受賞した。
同年3月2日に行われた小倉競馬場の第2レースで藤岡健一厩舎所属の騎手としてデビュー。3月23日の中京競馬場第6レースで初騎乗から16鞍目でJRA初勝利を挙げた。2024年は48勝を記録し、最多勝利新人騎手賞と中央競馬関西放送記者クラブ賞を受賞した。
2025年1月21日に高知競馬場で行われた第39回全日本新人王争覇戦で第1戦、第2戦と連勝し、完全優勝で新人王を獲得した。同年6月15日阪神競馬場で行われた宝塚記念にプラダリアに騎乗し、G1初騎乗を果たした。

## エピソード
目標とする騎手はクリストフ・ルメール、藤岡佑介、坂井瑠星。

## 騎乗成績

### 概要
|            | 日付          | 競馬場・開催    | 競走名    | 馬名             | 頭数 | 人気 | 着順 |
| ---------- | ------------- | --------------- | --------- | ---------------- | ---- | ---- | ---- |
| 初騎乗     | 2024年3月2日  | 2回小倉7日目2R  | 3歳未勝利 | ファイツオン     | 18頭 | 1    | 2着  |
| 初勝利     | 2024年3月23日 | 1回中京5日目6R  | 3歳未勝利 | コムルヴァン     | 16頭 | 7    | 1着  |
| 重賞初騎乗 | 2024年3月10日 | 1回中京2日目11R | 金鯱賞    | ワイドエンペラー | 13頭 | 12   | 6着  |
| GI初騎乗   | 2025年6月15日 | 3回阪神4日目11R | 宝塚記念  | プラダリア       | 17頭 | 15   | 13着 |